# Cyrto-hypnum atlanticum
Cyrto-hypnum atlanticum är en bladmossart som beskrevs av Lars Hedenäs och Sérgio in Hedenäs 1992. Cyrto-hypnum atlanticum ingår i släktet Cyrto-hypnum och familjen Thuidiaceae. Inga underarter finns listade i Catalogue of Life.